# Чесна
„Чесна“ (Cessna) е американска самолетостроителна компания в Уичита, Канзас, САЩ. В България е популярно наименованието „Чесна“ на фирмата и нейните самолети вместо правилното „Сесна“ [ˈsesnə], с което е известна фирмата по света.
Тя е производител на 1- и 2-моторни самолети с двигатели с вътрешно горене, а така също и с по-мощни турбовитлови и реактивни двигатели.
Фирмата е основана през 1911 г. от самоук канзаски фермер Клайд Сесна (Clyde Cessna), който построява дървен монопланер с крила от корабно платно.
След Втората световна война фирмата е купена от „Дженъръл Дайнамикс“, а по-късно – от компанията „Текстрон“, в чиято собственост остава и до днес.
От 1992 г. (след като е закупена от „Текстрон“) „Чесна“ започва да произвежда реактивни бизнес самолети от серията Citation, в които се специализира и до днес.